# Neoleptoneta caliginosa
Neoleptoneta caliginosa är en spindelart som beskrevs av Brignoli 1977. Neoleptoneta caliginosa ingår i släktet Neoleptoneta och familjen Leptonetidae. Inga underarter finns listade i Catalogue of Life.